# Стук по даху
«Стук (стукіт) по даху» (івр. הקש בגג, трансліт. акеш ба гаг) — військовий метод Армії оборони Ізраїлю, що полягає в «попереджувальному» скиданні невибухових пристроїв або малопотужних бомб на житлові будинки в Палестині. Припускають, що мешканці відреагують на «стукіт» і покинуть будинок до того, як на нього скинуть бойовий снаряд.
Цей метод застосовують при точкових бомбардуваннях будинків, у яких, на думку Армії оборони Ізраїлю, проживають поліцейські чи політичні та військові лідери ХАМАС. Його застосовували в операціях «Литий свинець» (2008—2009), «Хмарний стовп» (2012), «Непорушна скеля» (2014), «Вартовий стін» (2021) та «Залізні мечі» (2023).
Згідно з офіційним ізраїльським звітом про операцію «Литий свинець», «стукіт по даху» та аналогічні заходи (попереджувальні телефонні дзвінки, попереджувальні постріли зі стрілецької зброї) «в цілому ефективні: як правило, після подібного попередження, більша частина жителів виходить з дому».

## Критика
Доповідь Голдстоуна, підготована для Суду з прав людини при ООН, зазначає, що не можна очікувати, що мирні жителі зможуть зрозуміти, чи є невеликий вибух попередженням про майбутню атаку або частиною вже початого бомбардування. У звіті практика названа неефективною як попередження, а також такою, яка лякає і спантеличує мирне населення.
Представник правозахисної організації «Amnesty International» на Близькому Сході Філіп Лютер (англ. Philip Luther) вважає, що «стукіт по даху» не є ефективним запобіжним методом, а також зазначає, що організація задокументувала випадки, коли такі запобіжні удари вбивали або ранили людей.
Професор комунікацій університету Юти Маруф Хасіан-молодший (англ. Marouf Hasian Jr.) пише, що американська та ізраїльська аудиторії добре сприймають розмови про «благотворне використання» методу, оскільки вважають, що правила Женевських конвенцій «застаріли та звертають надто багато уваги на права мирних жителів, які можуть бути спільниками терористів».
При цьому він зазначає, що критики «стуку по даху» не згодні з такою громадською думкою і про те, що супутникова розвідка може бути використана для «точного визначення» будинків поліцейських чи політичних та військових лідерів ХАМАС «з метою зменшення збитків».